# University (condado de Hillsborough)
University es un lugar designado por el censo ubicado en el condado de Hillsborough en el estado estadounidense de Florida. En el Censo de 2010 tenía una población de 41.163 habitantes y una densidad poblacional de 2.384,21 personas por km².

## Geografía
University se encuentra ubicado en las coordenadas 28°4′37″N 82°25′0″O / 28.07694, -82.41667. Según la Oficina del Censo de los Estados Unidos, University tiene una superficie total de 17.26 km², de la cual 16.64 km² corresponden a tierra firme y (3.63%) 0.63 km² es agua.

## Demografía
Según el censo de 2010, había 41.163 personas residiendo en University. La densidad de población era de 2.384,21 hab./km². De los 41.163 habitantes, University estaba compuesto por el 49.97% blancos, el 32.84% eran afroamericanos, el 0.61% eran amerindios, el 3.76% eran asiáticos, el 0.09% eran isleños del Pacífico, el 8.76% eran de otras razas y el 3.97% pertenecían a dos o más razas. Del total de la población el 29.11% eran hispanos o latinos de cualquier raza.